# Telekområdgivarna
Telekområdgivarna (tidigare Konsumenternas tele- TV- & Internetbyrå, KTIB) startade 2006 och är en självständig och opartisk organisation i Sverige som ger kostnadsfri juridisk rådgivning, vägledning och hjälp till konsumenter och enskilda firmor avseende tele-, tv-, bredbandsabonnemang samt fiberanslutningar och betalteletjänster.
Telekområdgivarna är icke vinstdrivande, ägs av branschorganisationen TechSverige och finansieras av de telekomföretag som byrån ingått avtal med.
Telekområdgivarnas styrelse består av representanter från aktörer i telekombranschen som är med i Telekområdgivarna samt från staten. Staten representeras av Post- och telestyrelsen och Konsumentverket.
Organisationen består av en kommunikationsansvarig och jurister med specialkompetens inom området.